# ماکسیمیلیان فون اشپی
ماکسیمیلیان فون اشپه (آلمانی: Maximilian von Spee؛ زاده ۲۲ ژوئن ۱۸۶۱ درگذشته ۸ دسامبر ۱۹۱۴) یک آدمیرال اهل دانمارک و از فرماندهان نیروی دریایی ارتش آلمان در جنگ جهانی اول بود.